# Tropas de barreira
Tropas de barreira, unidades de bloqueio ou forças anti-retirada são unidades militares localizadas na retaguarda ou na linha de frente (atrás das forças principais) para manter a disciplina militar, impedir a fuga de militares do campo de batalha, capturar espiões, sabotadores e desertores e devolver tropas que fogem do campo de batalha ou ficam para trás de suas unidades.
De acordo com a pesquisa de Jason Lyall, as tropas de barreira têm maior probabilidade de serem utilizadas pelos militares de estados que discriminam os grupos étnicos que compõem o exército estatal.

## Exército Nacional Revolucionário
Durante a Batalha de Nanquim da Segunda Guerra Sino-Japonesa, um batalhão da Nova 36ª Divisão do Exército Nacional Revolucionário (ENR) da China ficou estacionado no Portão de Nanquim com ordens de guardar o portão e “não deixar ninguém passar”. Em 12 de dezembro de 1937, o ENR entrou em colapso diante de uma ofensiva do Exército Imperial Japonês (EIJ), e várias unidades tentaram recuar sem ordens através do portão. O batalhão respondeu abrindo fogo e matando um grande número de unidades do ENR em retirada e civis em fuga.

## Exército Vermelho Soviético

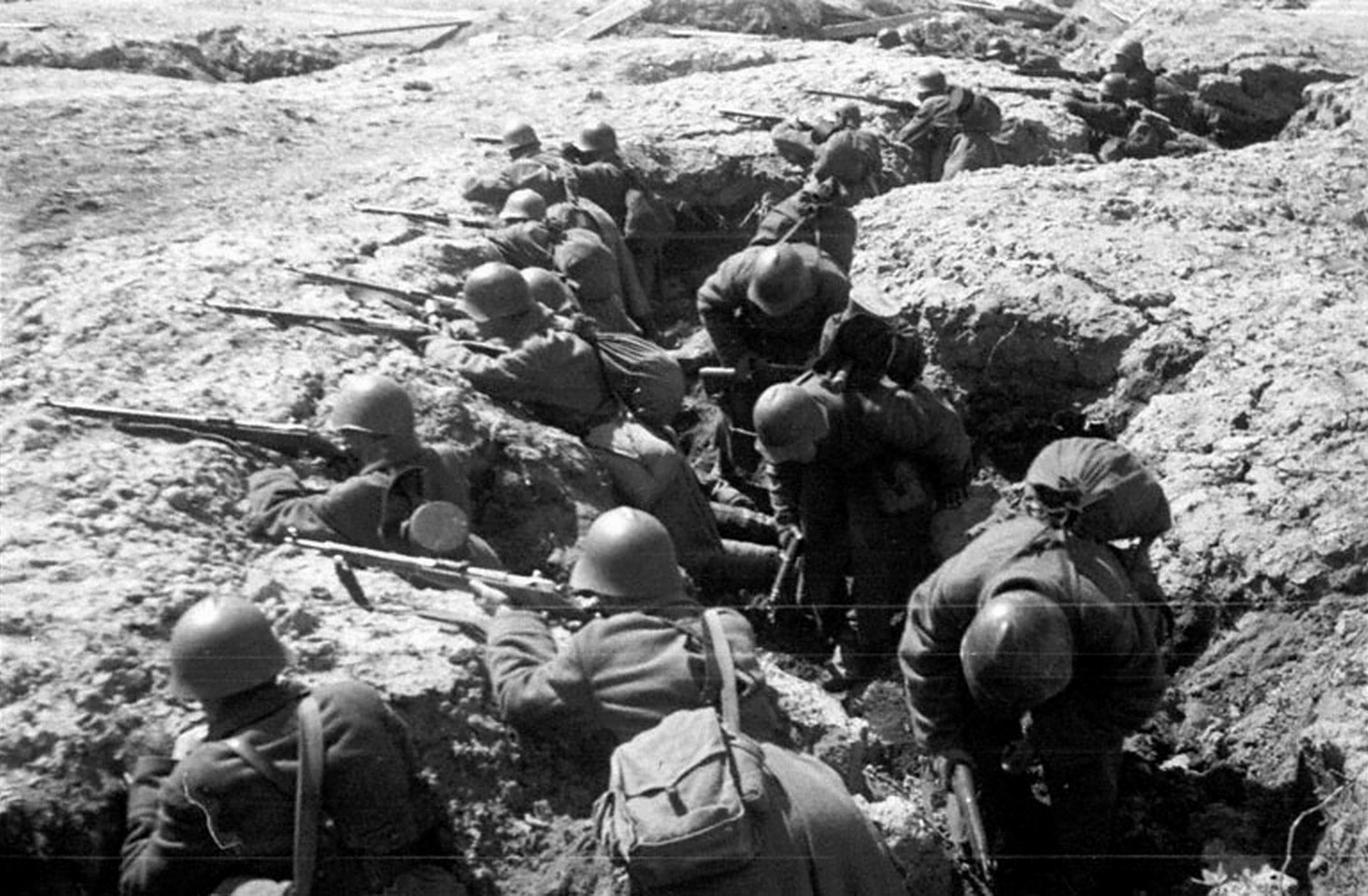
Soldados de um destacamento de bloqueio atirando de uma trincheira contra tropas alemãs na Frente de Leningrado, junho de 1942

No Exército Vermelho da RSFS russa e mais tarde na União Soviética, o conceito de tropas de barreira surgiu pela primeira vez em agosto de 1918 com a formação dos заградительные отряды (zagraditelnye otriady), traduzido como “tropas de bloqueio” ou “destacamentos anti-retirada” (em russo:  заградотряды, заградительные отряды, отряды заграждения). As tropas de barreira eram compostas por pessoal proveniente dos destacamentos punitivos da polícia secreta Cheka ou de regimentos de infantaria regulares do Exército Vermelho.[carece de fontes?]
O primeiro uso das tropas de barreira pelo Exército Vermelho ocorreu no final do verão e outono de 1918 na Frente Oriental durante a Guerra Civil Russa, quando o Comissário do Povo para Assuntos Militares e Navais (Comissário de Guerra) Leon Trótski do governo comunista bolchevique autorizou Mikhail Tukhachevsky, o comandante do 1º Exército, a estacionar destacamentos de bloqueio atrás de regimentos de infantaria pouco confiáveis do 1º Exército Vermelho, com ordens de atirar se as tropas de primeira linha desertassem ou recuassem sem permissão.

Em dezembro de 1918, Trótski ordenou que destacamentos de tropas de barreira adicionais fossem criados para serem anexados a cada formação de infantaria do Exército Vermelho. Em 18 de dezembro, ele telegrafou: 
Como está a situação das unidades de bloqueio? Pelo que sei, elas ainda não foram incluídas em nosso estabelecimento e parece que não têm pessoal. É absolutamente essencial que tenhamos pelo menos uma rede embrionária de unidades de bloqueio e que elaboremos um procedimento para fortalecê-las e implantá-las.
As tropas de barreira também foram usadas para impor o controle bolchevique sobre o fornecimento de alimentos em áreas controladas pelo Exército Vermelho como parte das políticas de comunismo de guerra de Lenin, um papel que logo lhes rendeu o ódio da população civil russa.
Em 1919, 612 desertores “incorrigíveis” do total de 837 000 desertores e evasores do serviço militar, foram executados seguindo as medidas draconianas de Trótski. De acordo com Figes, “uma maioria dos desertores (a maioria registrada como ‘fracos de vontade’) foram devolvidos às autoridades militares e formados em unidades para transferência para um dos exércitos de retaguarda ou diretamente para a linha de frente”. Mesmo aqueles registrados como desertores “maliciosos” foram devolvidos às fileiras quando a demanda por reforços se tornou desesperada. Figes também observou que o Exército Vermelho instituiu semanas de anistia para proibir medidas punitivas contra a deserção, o que incentivou o retorno voluntário de 98 000 a 132 000 desertores ao exército.
O conceito foi reintroduzido em grande escala durante a Segunda Guerra Mundial. Em 27 de junho de 1941, em resposta a relatos de desintegração de unidades em batalha e deserção das fileiras do Exército Vermelho Soviético, o 3º Departamento (de contrainteligência militar do Exército Soviético) do Comissariado do Povo para a Defesa da União Soviética (CPDUS) emitiu uma diretiva estabelecendo forças de barreira móveis compostas por pessoal da polícia secreta do NKVD para operar em estradas, ferrovias, florestas, etc. com o propósito de capturar “desertores e pessoas suspeitas”. Com a contínua deterioração da situação militar face à ofensiva alemã de 1941, os destacamentos da NKVD adquiriram uma nova missão: impedir a retirada não autorizada das forças do Exército Vermelho da linha de batalha. As primeiras tropas desse tipo foram formadas na Frente de Briansk em 5 de setembro de 1941.[carece de fontes?]
Em 12 de setembro de 1941, Josef Stalin emitiu a Diretiva Stavka nº 1919 (Директива Ставки ВГК №001919) relativa à criação de tropas de barreira em divisões de fuzileiros da Frente Sudoeste, para suprimir retiradas em pânico. Cada divisão do Exército Vermelho deveria ter um destacamento anti-retirada equipado com transporte totalizando uma companhia para cada regimento. O seu principal objetivo era manter uma disciplina militar rigorosa e evitar a desintegração da linha da frente por qualquer meio. Essas tropas de barreira geralmente eram formadas por unidades militares comuns e colocadas sob o comando do NKVD.[carece de fontes?]
Em 1942, após a Diretiva Stavka nº 227 (Директива Ставки ВГК №227), emitida em 28 de julho de 1942, criar batalhões penais, destacamentos anti-retirada foram usados para evitar retirada ou deserção de unidades penais também. O pessoal da unidade militar penal era sempre protegido por destacamentos anti-retirada da NKVD, e não por forças de infantaria regulares do Exército Vermelho. De acordo com a Ordem nº 227, cada Exército deveria ter de 3 a 5 esquadrões de barreira de até 200 pessoas cada.
Um relatório ao Comissário Geral da Segurança do Estado (chefe da NKVD) Lavrenti Beria, em 10 de outubro de 1941, observou que, desde o início da guerra, as tropas anti-retirada da NKVD detiveram um total de 657 364 recuados, espiões, traidores, instigadores e desertores, dos quais 25 878 foram presos (dos quais 10 201 foram condenados à morte por corte marcial e os restantes foram devolvidos ao serviço ativo).
Às vezes, tropas de barreira estavam envolvidas em operações de batalha junto com soldados regulares, conforme observado por Aleksandr Vasilevsky em sua diretiva N 157338 de 1º de outubro de 1942.[carece de fontes?]
A Ordem n.º 227 também estipulava a captura ou fuzilamento de “covardes” e de tropas em pânico em fuga na retaguarda dos destacamentos de bloqueio, que nos primeiros três meses fuzilaram 1 000 soldados penais e enviaram mais 24 993 para batalhões penais. Em outubro de 1942, a ideia de destacamentos de bloqueio regulares foi silenciosamente abandonada,[carece de fontes?] e em 29 de outubro de 1944 Stalin ordenou oficialmente a dissolução das unidades, embora elas continuassem a ser utilizadas em caráter semioficial até 1945.

## Prática e resultados do uso
De acordo com uma carta oficial endereçada em outubro de 1941 a Lavrentiy Beria, no período entre o início da Operação Barbarossa e o início de dezembro de 1941, destacamentos da NKVD detiveram 657 364 militares que ficaram para trás em suas linhas e fugiram da frente. Destes detidos, 25 878 foram presos, e os 632 486 restantes foram formados em unidades e enviados de volta para a frente. Entre os presos acusados estavam 1 505 espiões, 308 sabotadores, 2 621 traidores, 2 643 “covardes e alarmistas”, 3 987 distribuidores de “rumores provocativos” e 4 371 outros. 10 201 deles foram baleados, o que significa que aproximadamente 1,5% dos presos foram condenados à morte por tribunais militares.
Richard Overy menciona que o número total de pessoas condenadas à morte durante a guerra foi de 158 000.
Para uma verificação completa dos soldados do Exército Vermelho que estavam em cativeiro ou cercados pelo inimigo, pela decisão do Comitê de Defesa do Estado nº 1069ss de 27 de dezembro de 1941, pontos de coleta e encaminhamento do exército foram estabelecidos em cada exército e campos especiais do NKVD foram organizados. Em 1941-1942, 27 campos especiais foram criados, mas em conexão com a inspeção e o envio de militares verificados para a frente, eles foram gradualmente eliminados (no início de 1943, apenas 7 campos especiais estavam operando). De acordo com dados oficiais soviéticos, 177 081 ex-prisioneiros de guerra e homens cercados foram enviados para campos especiais em 1942.[carece de fontes?] Após verificação por departamentos especiais do NKVD, 150 521 pessoas foram transferidas para o Exército Vermelho.[carece de fontes?]
Em 29 de outubro de 1944, pela Ordem nº 0349 do Comissário do Povo para a Defesa I V Stalin, os destacamentos de barragem foram dissolvidos devido a uma mudança significativa na situação na frente. O pessoal juntou-se às unidades de fuzileiros.

## Exército Sírio
Foi relatado que, nas fases iniciais da Guerra Civil Síria, os soldados regulares enviados para subjugar os manifestantes foram cercados por um cordão externo guarnecido por forças conhecidas por serem leais ao regime, com ordens de atirar naqueles que recusassem as suas ordens ou tentassem fugir.

## Forças Terrestres da Rússia
Fedir Venislavsky, membro do comité de segurança nacional e defesa do parlamento ucraniano, afirmou que as Forças Terrestres da Rússia usaram pessoal checheno do 141.º Regimento Motorizado Especial como tropas de barreira para disparar contra desertores que tentaram abandonar as zonas de combate durante a invasão em grande escala da Ucrânia em 2022. Em outubro de 2022, a inteligência ucraniana publicou um suposto telefonema onde um soldado russo descreveu tanto a sua tarefa de matar reclusos, recrutados nas prisões pelo Grupo Wagner, se estes estivessem recuando, como seria morto por outros se ele próprio recuasse. Em novembro, o Ministério da Defesa britânico afirmou que a Rússia estava utilizando unidades de bloqueio. Num apelo em vídeo ao presidente russo Vladimir Putin publicado em 25 de março de 2023, membros de uma unidade encarregada de atacar Vuhledar alegaram que os seus comandantes estavam utilizando tropas anti-retirada para os forçar a avançar ou correr o risco de serem alvejados. Em outubro de 2023, o membro da Duma russa Gennady Semigin elogiou abertamente o papel das unidades Kadirovitas como tropas de barreira na Ucrânia, um fato amplamente conhecido, mas anteriormente evitado no debate público na Rússia. Em resposta, ele enfrentou críticas generalizadas e acusações de que ele insinua que os soldados russos são covardes.

## Nos filmes
O filme Enemy at the Gates, de 2001, mostra comissários do Exército Vermelho Soviético e tropas de barreira usando uma PM M1910 junto com suas próprias armas pequenas para abater os poucos sobreviventes em retirada de um ataque fracassado a uma posição alemã durante a Batalha de Stalingrado. O filme deturpa o papel dos destacamentos de bloqueio no Exército Vermelho. Embora houvesse a Ordem nº 227 (em russo:  Директива Ставки ВГК №227) que se tornou o grito de guerra de “Nem um passo para trás!” (em russo:  Ни шагу назад!), os metralhadores não foram colocados atrás das tropas regulares com ordens de matar qualquer um que recuasse, e eram usados apenas pelas tropas penais. De acordo com a Ordem n.º 227, cada destacamento teria entre três e cinco esquadrões de barreira por cada 200 efetivos.
O filme sul-coreano Mai Wei, de 2011, também retrata tropas soviéticas atirando em soldados em retirada durante um ataque.[carece de fontes?]